# Sopa de mondongo
La sopa de mondongo, « soupe de tripes », ou plus simplement mondongo, est une soupe cuisinée en Amérique latine et aux Caraïbes à partir de tripes émincées et longuement cuites avec des légumes tels que des poivrons, des oignons, du chou, des carottes, du céleri, des tomates ainsi que des tubercules, comme le manioc.
Elle fait l’objet de nombreuses variantes, certaines à base de tripes de bœuf, de porc ou encore de veau. Si le nom de mondongo est le plus répandu (Caraïbes, Colombie, Venezuela, Amérique centrale, etc.), elle peut être appelée différemment dans certaines régions : guatita (Equateur, Chili), pancita ou menudo (Mexique), masatepe (Nicaragua), locro (Argentine), mocotó (Brésil).
Elle est généralement servie comme un plat complet et copieux spécialement apprécié le dimanche ou les jours de fête.